# Саарма, Роби
Роби Саарма (эст. Robi Saarma; 20 мая 2001, Таллин) — эстонский футболист, нападающий и правый полузащитник. Игрок сборной Эстонии.

## Биография
Воспитанник клуба «Нымме Юнайтед» из таллинского района Нымме. С 2017 года начал выступать за старшую команду своего клуба и за следующие несколько сезонов поднялся вместе с клубом из четвёртого дивизиона Эстонии во второй. В 2019 году стал победителем и третьим бомбардиром Эсилиги Б (третий дивизион), забив 26 голов за сезон. В 2021 году стал лучшим бомбардиром второго дивизиона с 28 мячами.
В 2022 году перешёл в клуб «Пайде ЛМ». Дебютировал в высшем дивизионе Эстонии 1 марта 2022 года в матче против «Вапруса». Первый гол забил в своей второй игре, 6 марта в ворота «Нымме Калью». 20 августа 2022 года стал автором 4 голов в игре против таллинского «Калева» (7:2). По итогам сезона 2022 года стал бронзовым призёром чемпионата и вторым бомбардиром турнира (16 голов), а также обладателем Кубка Эстонии. Также в 2022 году сыграл свои первые матчи в Лиге конференций.
Выступал за сборные Эстонии младших возрастов, однако не был стабильным игроком основы. В 2017 году вызывался во второй состав сборной 17-летних. 12 января 2023 года дебютировал в национальной сборной Эстонии в товарищеском матче против Финляндии, заменив на 66-й минуте Сергея Зенёва.

## Достижения
- Бронзовый призёр чемпионата Эстонии: 2022
- Обладатель Кубка Эстонии: 2021/22